# Jeleniec (Grabal)
Jeleniec – część wsi Grabal w Polsce, położona w województwie mazowieckim, w powiecie sierpeckim, w gminie Szczutowo.
W latach 1975–1998 Jeleniec administracyjnie należał do województwa płockiego.